# Steatomys opimus
Steatomys opimus é uma espécie de roedor da família Nesomyidae.
Pode ser encontrada nos Camarões, República Centro-africana, República Democrática do Congo e Sudão.